# 254 Augusta
254 Augusta eller A886 FA är en typisk mindre huvudbältesasteroid som upptäcktes av Johann Palisa den 31 mars 1886 i Wien. Det är en S-typ-asteroid och ingår i asteroidgruppen Augusta. Asteroiden är den lägst numrerade i denna familj, därav namnet. Namnet "Augusta" i sin tur kommer från Auguste von Littrow, änka till astronomen Karl Ludwig von Littrow.